# Le Grand-Pressigny
Le Grand-Pressigny – miejscowość i gmina we Francji, w Regionie Centralnym, w departamencie Indre i Loara.
Według danych na rok 1990 gminę zamieszkiwało 1120 osób, a gęstość zaludnienia wynosiła 28 osób/km² (wśród 1842 gmin Regionu Centralnego Le Grand-Pressigny plasuje się na 349. miejscu pod względem liczby ludności, natomiast pod względem powierzchni na miejscu 173.).